# Agência Japonesa de Exploração Aeroespacial
Agência Japonesa de Exploração Aeroespacial (宇宙航空研究開発機構, Uchū-Kōkū-Kenkyū-Kaihatsu-Kikō), em inglês:  Japan Aerospace eXploration Agency - JAXA) é a agência espacial do Japão. Através da fusão de três organizações anteriormente independentes, a JAXA foi formada em 1º de outubro de 2003 e é responsável pela pesquisa, desenvolvimento de tecnologia e lançamento de satélites em órbita, além de estar envolvida em muitas missões mais avançadas, como exploração de asteroides e possível exploração humana do Lua. Seu lema é "Uma JAXA" e seu slogan corporativo é "explorar para realizar" (anteriormente "alcançando os céus, explorando o espaço").

## História
Em 1 de outubro de 2003, três organizações foram fundidas para formar a nova JAXA: o Instituto de Ciência Espacial e Astronáutica do Japão (ISAS), o Laboratório Aeroespacial Nacional do Japão (NAL) e a Agência Nacional de Desenvolvimento Espacial do Japão (NASDA). A JAXA foi formada como uma Instituição Administrativa Independente administrada pelo Ministério da Educação, Cultura, Desporto, Ciência e Tecnologia do Japão (MEXT) e pelo Ministério de Assuntos Internos e Comunicações (MIC).

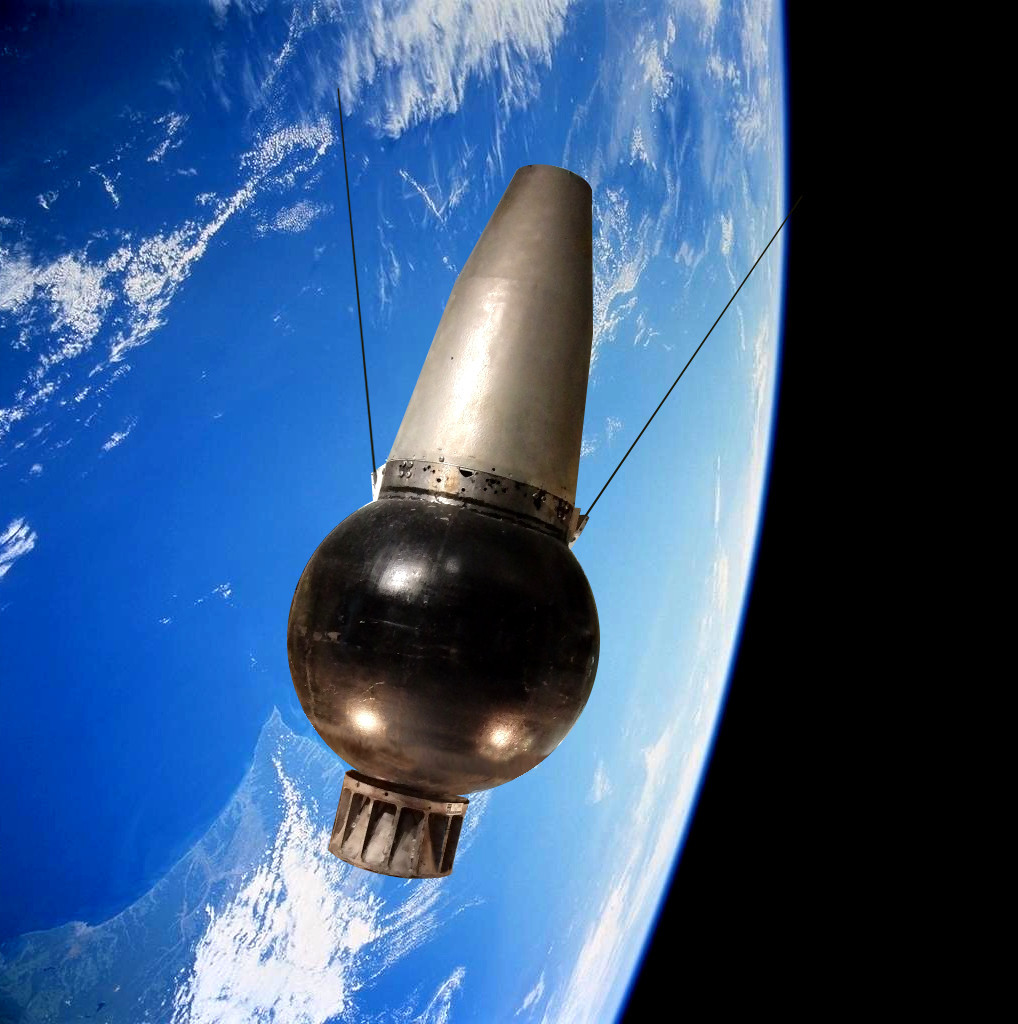
Ōsumi, o primeiro satélite japonês

Antes da fusão, a ISAS era responsável pela pesquisa espacial e planetária, enquanto a NAL estava focada na pesquisa de aviação. A NASDA, fundada em 1º de outubro de 1969, desenvolveu foguetes, satélites e também construiu o Módulo Experimental Japonês da Estação Espacial Internacional. A antiga sede da NASDA estava localizada no local atual do Centro Espacial Tanegashima, na ilha Tanegashima, 115 quilômetros ao sul de Kyushu. A NASDA também treinou os astronautas japoneses que voaram com os ônibus espaciais dos Estados Unidos.
A Lei Espacial Básica foi aprovada em 2008 e a autoridade jurisdicional da JAXA mudou do MEXT para a Sede Estratégica para o Desenvolvimento Espacial (SHSD) no Gabinete, liderada pelo primeiro-ministro japonês.  Em 2016, foi criado o Gabinete da Secretaria Nacional de Política Espacial (NSPS).
Em 2012, uma nova legislação estendeu a missão da JAXA de propósitos pacíficos apenas para incluir alguns desenvolvimentos espaciais militares, como sistemas de alerta antecipado de mísseis. O controle político da JAXA passou do MEXT para o Gabinete do primeiro-ministro através de um novo Escritório de Estratégia Espacial.

## Missões

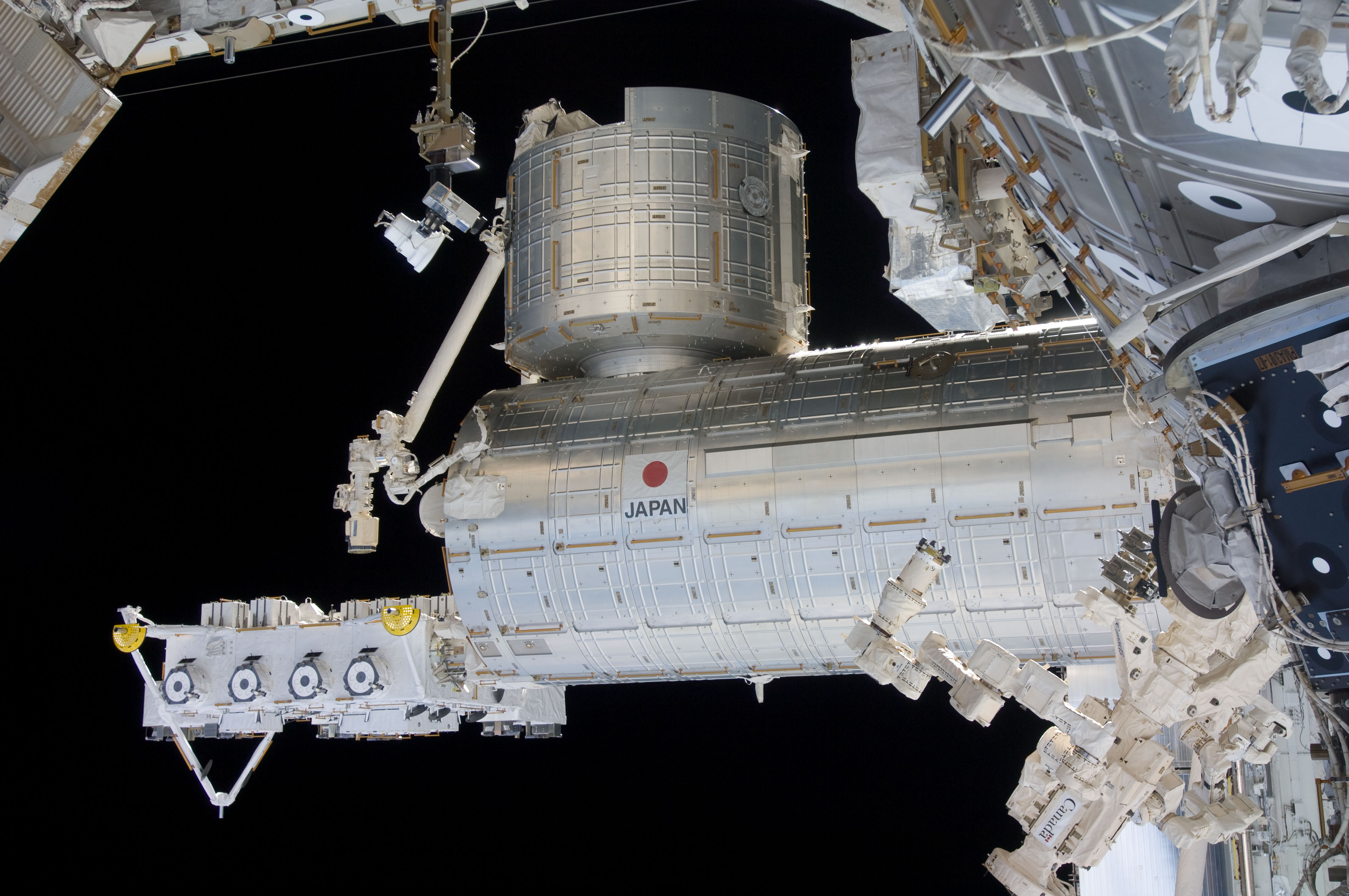
Laboratório Kibo da Estação Espacial Internacional

A JAXA atualmente mantém diversas missões em andamento, as mais importantes são:
- Selene: sonda que está em órbita da Lua fazendo um completo mapeamento geográfico e mineral utilizando dois minissatélites para fazer imagens em 3D e uma câmera de HDTV para filmagens em alta definição.
- Laboratório Kibo: parte do complexo da Estação Espacial Internacional.
- IKAROS: veleiro solar que examinará Vênus.

## Veículos de lançamento

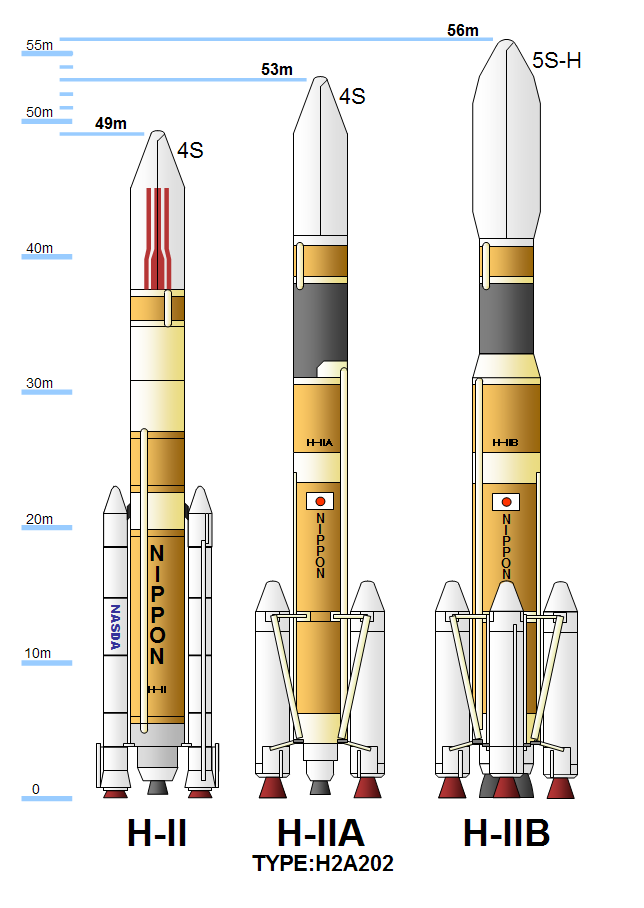
Foguetes H-II, H-IIA e H-IIB

O Japão lançou seu primeiro satélite, Ōsumi, em 1970, usando o foguete L-4S da ISAS. Antes da fusão, a ISAS usava pequenos veículos de lançamento movidos a combustível sólido, enquanto a NASDA desenvolvia lançadores maiores movidos a combustível líquido. No início, a NASDA usava modelos estadunidenses licenciados. O primeiro modelo de veículo lançador movido a líquido desenvolvido no Japão foi o H-II, introduzido em 1994. No entanto, no final da década de 1990, com duas falhas no lançamento do H-II, a tecnologia de foguetes japonesa começou a enfrentar críticas.
A primeira missão espacial do Japão sob a liderança da JAXA, um lançamento de foguete H-IIA em 29 de novembro de 2003, terminou em fracasso devido a problemas de estresse. Após um hiato de 15 meses, a JAXA realizou um lançamento bem-sucedido de um foguete H-IIA do Centro Espacial Tanegashima, colocando um satélite em órbita em 26 de fevereiro de 2005.

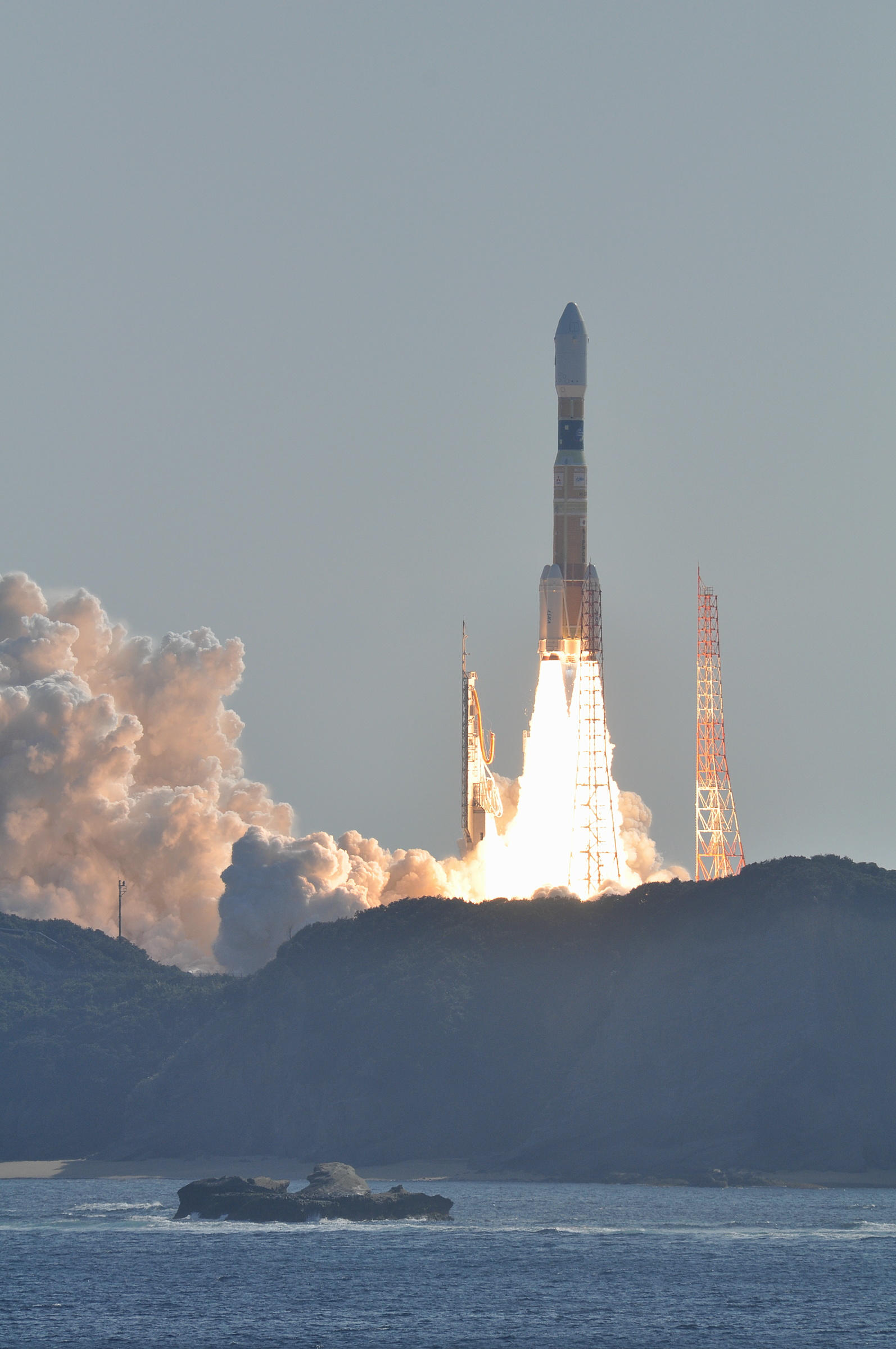
Lançamento do H-IIB a partir do Centro Espacial de Tanegashima

Em 10 de setembro de 2009, o primeiro foguete H-IIB foi lançado com sucesso, entregando o cargueiro HTV-1 para reabastecer a Estação Espacial Internacional.
Para poder lançar uma missão menor na JAXA desenvolveu um novo foguete de combustível sólido, o Epsilon como substituto do M-V aposentado. O voo inaugural aconteceu com sucesso em 2013. Até agora, o foguete voou quatro vezes sem falhas no lançamento.
Em janeiro de 2017, a JAXA tentou e não conseguiu colocar um satélite em miniatura em órbita no topo de um de seus foguetes da série SS520. Uma segunda tentativa em 2 de fevereiro de 2018 foi bem-sucedida, colocando um CubeSat de quatro quilos na órbita da Terra. O foguete, conhecido como SS-520-5, é o menor lançador orbital do mundo.
Em janeiro de 2021, a JAXA enviou um foguete H-III para o Centro Espacial de Tanegashima para iniciar os testes de lançamento, em um esforço para eliminar e substituir a série H-IIA.